# Josef Zickler
Josef Zickler (29. dubna 1956 Sokolov – 27. dubna 2021) byl český podnikatel a politik, od května 2015 do dubna 2021 předseda Strany konzervativní pravice – Řád národa.

## Život
Narodil se v dubnu 1956 v Sokolově. Dříve působil jako policista a jako podnikatel, kdy pronajímal své vlastní nemovitosti. Během pandemie covidu-19 se angažoval v neziskové organizaci DOVOZ MÁMA.
Jeho snachou je členka PR týmu hnutí ANO Aneta Zicklerová.

### Politické působení
V květnu 2015 byl zvolen předsedou strany Řád národa – Vlastenecká unie, která se transformovala z liberální strany LIDEM založené Karolínou Peake. K roku 2016 měl být velmistrem Řádu strážců koruny a meče. Zickler tou dobou aktivně mj. spolupracoval s hudebníkem Tomášem Ortelem.
Ve sněmovních volbách v roce 2017 byl lídrem ŘN-VU, avšak se ziskem 0,17 % hlasů stranaí nezískala žádný mandát. Sám v těchto volbách přitom nekandidoval, figuroval jen jako volební lídr. V senátních volbách v roce 2018 kandidoval Zickler v senátním obvodu č. 2 – Sokolov. Se ziskem 4,49 % hlasů skončil na šestém místě a do druhé kola voleb tak nepostoupil. V krajských volbách v roce 2020 byl lídrem kandidátní listiny (nyní přejmenované strany) SKP-ŘN v Karlovarském kraji. Uskupení získalo jen 0,92 % hlasů a žádný mandát v zastupitelstvu kraje tak nezískalo.
Zemřel 27. dubna 2021 ve věku 64 let.